# Pereval Kjok-Art
Pereval Kjok-Art (ryska: Pereval Këk-Art, Перевал Кёк-Арт) är ett bergspass i Kirgizistan.   Det ligger i oblastet Zjalal-Abad Oblusu, i den centrala delen av landet, 200 km söder om huvudstaden Bisjkek. Pereval Kjok-Art ligger 3 362 meter över havet.
Terrängen runt Pereval Kjok-Art är huvudsakligen bergig, men åt sydost är den kuperad. Pereval Kjok-Art ligger uppe på en höjd. Runt Pereval Kjok-Art är det mycket glesbefolkat, med 5 invånare per kvadratkilometer. Trakten runt Pereval Kjok-Art består i huvudsak av gräsmarker.